# Steve Swanson
Steve Swanson, nació en Tampa, Florida, es el actual guitarrista de la banda de Death metal, Six Feet Under. El tomo la guitarra a la salida de Allen West (a Obituary). Allen West dejó la banda en 1997, llegando en 1998 Steve. Antes de que Steve estuviera en SFU, él estuvo en una banda con Terry Butler (bajo). Está divorciado y tiene una hija.
Steve Swanson es un guitarrista técnico. Esto se demuestra en el DVD que viene con la edición especial de Bringer of Blood.
A principios de diciembre del 2008, la casa de Swanson fue hallanada; un Mesa Boogie Dual Rectifier, 6 Guitarras eléctricas, un amplificador Line 6 y un laptop HP fueron robados. Una cuenta de paypal fue abierta, y las donaciones fueron aceptadas.

## Discografía

### Six Feet Under
- Maximum Violence (1999)
- Graveyard Classics (2000)
- True Carnage (2001)
- Bringer of Blood (2003)
- Graveyard Classics 2 (2005)
- 13 (2005)
- Commandment (2007)
- Death Rituals (2008)

- Datos: Q3364764